# Liste der Stolpersteine in Hanau
In der Liste der Stolpersteine in Hanau werden die vorhandenen Gedenksteine aufgeführt, die im Rahmen des Projektes Stolpersteine des Künstlers Gunter Demnig bisher in Hanau verlegt worden sind.

## Verlegte Stolpersteine
| Adresse                            | Name                   | Inschrift                                                                                  | Verlegedatum  | Bild | Anmerkung                                     |
| ---------------------------------- | ---------------------- | ------------------------------------------------------------------------------------------ | ------------- | ---- | --------------------------------------------- |
| Darmstädter Straße 7 (Standort)    | Johanna Else Meyersohn | Hier wohnte Johanna Else Meyersohn Jg. 1908 Flucht 1938 Palästina überlebt                 | 4. Okt. 2012  |      |                                               |
| Darmstädter Straße 7 (Standort)    | Karolina Meyersohn     | Hier wohnte Karolina Meyersohn geb. Wertheim Jg. 1883 deportiert 1941 Minsk ???            | 4. Okt. 2012  |      | geboren am 23. Juni 1883 in Diemerode         |
| Darmstädter Straße 7 (Standort)    | Wilhelm Meyersohn      | Hier wohnte Wilhelm Meyersohn Jg. 1911 Flucht 1938 Schweden überlebt                       | 4. Okt. 2012  |      |                                               |
| Harmoniestraße 12 (Standort)       | Arthur Mayer           | Hier wohnte Arthur Mayer Jg. 1895 deportiert 1943 Auschwitz ermordet 6.3.1944              | 25. Okt. 2011 |      | geboren am 19. März 1895 in Steinheim         |
| Indaginestraße 4 (Standort)        | Albert Herz            | Hier wohnte Albert Herz Jg. 1893 Flucht 1935 Palästina überlebt                            | 4. Okt. 2012  |      |                                               |
| Indaginestraße 4 (Standort)        | Klara Herz             | Hier wohnte Klara Herz Jg. 1895 deportiert 1942 Schicksal unbekannt                        | 4. Okt. 2012  |      | geboren am 17. Mai 1895 in Steinheim          |
| Indaginestraße 4 (Standort)        | Siegmund Herz          | Hier wohnte Siegmund Herz Jg. 1895 Flucht 1940 USA überlebt                                | 4. Okt. 2012  |      |                                               |
| Indaginestraße 4 (Standort)        | Irma Herz              | Hier wohnte Irma Herz geb. May Jg. 1898 Flucht 1940 USA                                    | 6. Juli 2016  |      | geb. May                                      |
| Indaginestraße 4 (Standort)        | Leo Jacob (Jack) Herz  | Hier wohnte Leo Jacob Herz Jg. 1938 Flucht 1940 USA                                        | 6. Juli 2016  |      |                                               |
| Ingelheimer Straße 12 (Standort)   | Leopold Oppenheimer    | Hier wohnte Leopold Oppenheimer Jg. 1873 Flucht 1939 Argentinien überlebt                  | 25. Okt. 2011 |      |                                               |
| Ingelheimer Straße 12 (Standort)   | Mathilde Oppenheimer   | Hier wohnte Mathilde Oppenheimer geb. Oberdörfer Jg. 1879 Flucht 1939 Argentinien überlebt | 25. Okt. 2011 |      |                                               |
| Steinheimer Vorstadt 1 (Standort)  | Hermann Herz           | Hier wohnte Hermann Herz Jg. 1883 Flucht 1940 USA überlebt                                 | 4. Okt. 2012  |      |                                               |
| Steinheimer Vorstadt 1 (Standort)  | Emma Herz              | Hier wohnte Emma Herz geb. Neuhaus Jg. 1902 Flucht 1940 USA überlebt                       | 4. Okt. 2012  |      |                                               |
| Steinheimer Vorstadt 9 (Standort)  | Leopoldine Herz        | Hier wohnte Leopoldine Herz Jg. 1891 deportiert 1942 Richtung Osten Schicksal unbekannt    | 25. Okt. 2011 |      | geboren am 17. Februar 1891 in Steinheim      |
| Steinheimer Vorstadt 9 (Standort)  | Alfred Herz            | Hier wohnte Alfred Herz Jg. 1906 Flucht 1938 USA überlebt                                  | 25. Okt. 2011 |      |                                               |
| Steinheimer Vorstadt 9 (Standort)  | Bertha Herz            | Hier wohnte Bertha Herz Jg. 1913 Flucht 1939 USA überlebt                                  | 25. Okt. 2011 |      |                                               |
| Steinheimer Vorstadt 9 (Standort)  | Friedrich Herz         | Hier wohnte Friedrich Herz Jg. 1939 Flucht 1939 USA überlebt                               | 25. Okt. 2011 |      |                                               |
| Steinheimer Vorstadt 22 (Standort) | Nathan Selig           | Hier wohnte Nathan Selig Jg. 1887 Flucht 1941 USA überlebt                                 | 25. Okt. 2011 |      |                                               |
| Steinheimer Vorstadt 22 (Standort) | Ruth Aufseeser         | Hier wohnte Ruth Aufseeser geb. Selig Jg. 1922 Flucht 1938 USA überlebt                    | 25. Okt. 2011 |      |                                               |
| Steinheimer Vorstadt 22 (Standort) | Fritz Selig            | Hier wohnte Fritz Selig Jg. 1927 Flucht 1941 USA überlebt                                  | 25. Okt. 2011 |      |                                               |
| Steinheimer Vorstadt 22 (Standort) | Manfred Selig          | Hier wohnte Manfred Selig Jg. 1924 Flucht 1941 USA überlebt                                | 25. Okt. 2011 |      |                                               |
| Steinheimer Vorstadt 22 (Standort) | Melitta Selig          | Hier wohnte Melitta Selig Jg. 1929 deportiert 1942 Auschwitz ermordet 19.10.1944           | 25. Okt. 2011 |      | geboren am 19. September 1927 in Steinheim    |
| Steinheimer Vorstadt 24 (Standort) | Jakob Oppenheim        | Hier wohnte Jakob Oppenheim Jg. 1884 verhaftet 1938 Buchenwald ermordet 11.12.1938         | 25. Okt. 2011 |      | geboren am 1. Januar 1884 in Abterode         |
| Steinheimer Vorstadt 24 (Standort) | Emma Oppenheim         | Hier wohnte Emma Oppenheim geb. Stein Jg. 1880 deportiert 1942 Ziel unbekannt ermordet     | 25. Okt. 2011 |      | geboren am 22. Juni 1880 in Steinheim am Main |
| Steinheimer Vorstadt 34 (Standort) | Rosa Sarah Loeb        | Hier wohnte Rosa Sarah Loeb Jg. 1894 Flucht 1939 USA überlebt                              | 4. Okt. 2012  |      |                                               |